# Bulawayo
Bulawayo és la segona ciutat més gran de Zimbàbue per darrere de la capital, Harare. Té estatus de província, una de les deu del país. Ocupa una àrea urbana de 650,5 km² i metropolitana de 899,459 km². La ciutat té 4 districtes i 156 suburbis.